# 迦毗羅衛
27°34′35″N 83°03′18″E / 27.576455°N 83.054978°E
迦毗羅衛城（羅馬化：Kapilavastu），又譯劫比羅伐窣堵（《大唐西域記》）、迦毗羅蟠窣都、迦毗羅婆蘇都、迦维罗竭（《法显传》）、迦毗羅、迦毗梨等，意思是妙德城或黃頭居處、蒼城、黃赤城等。迦毗羅衛是以吠陀聖人之名而命名的，爲古代釋迦族的國都，也是釋迦牟尼的故鄉，位置大約在大雪山南麓，尼泊爾與印度的交界處。迦毗羅衛城是喬達摩悉達多居住29年的地方。
該城可能位於今天尼泊爾南部的道拉赫瓦提羅拉科特（Tilaurakot），也有學者主張位於北印度的比普羅瓦。尼泊爾與印度學者各自主張該城位於本國境內，學術界對於其位置並無共識。

## 历史
公元前七世紀，釋迦族人有可能從東歐移至迦毗羅衛城定居，他們以馬為圖騰。他們居住範圍包括提婆妥訶、車頭、舍彌、庫馬突沙、石主、彌樓離、散楁等。釋迦牟尼之父凈飯王（Suddhodana），又名首圖馱那，為迦毗羅衛城推選出來的執政官，是一位剎帝利王。
迦毗羅衛城與天臂城是聯親關係，天臂城由拘利亞家族控制，佛陀的母親摩耶夫人就是天臂城公主。這兩個家族都聲稱是傳說中的伊克什瓦庫王朝的後裔。依巴利三藏記載，淨飯王在悉達多出生後，聽到三個國師預測兒子要不成為偉大的國王，要不成為強大的精神領袖的預言後，他採取措施確保悉達多永遠不會體驗那種可能導致他追求精神道路的痛苦，並將迦毗羅衛城變成一個巨大的快樂城，希望讓他感到人世的至高快樂並確保他能夠繼承王位。可惜悉達多意外地相繼見到窮人、病人、死人及出家人，使他決定出家尋求終極的消滅人間煩惱的方法，最終成為精神領袖。
迦毗羅衛城與末羅（Malla）、迦國（Kasi）、拘薩羅（Kosala）、摩揭陀（Magadha）、般遮羅（Panchala）和跋耆国（Vajii）為鄰，奉拘薩羅為宗主。
摩訶男（Mahanama）執政時，由於釋迦族人曾以婢女聯親拘薩羅，拘薩羅毗琉璃王攻打迦毗羅衛城（約公元前 7 世紀至公元前 5 世紀），釋迦族被戰象踐踏，數萬釋迦男子死，毗琉璃王將五百名釋迦族貴姓女召在一起，準備强奸，婦女們叱罵毗琉璃王，最後毗琉璃王將這五百名婦女斬斷手足，全部活埋，並以大火毀滅迦毗羅衛城。《十誦律》僅記載毗琉璃王殺迦毗羅衛國釋子。釋迦族人自始流落四方，但並無滅絶，巴利聖典的長部《大般涅槃經》有記載八王分舍利，其中一族正是釋迦族。而在1898年西方考古學家尋得佛陀舍利子亦是由釋迦族人所保存。
東晉高僧法顯曾到過此城；唐朝高僧玄奘也到過此城。

## 考古
迦毗羅衛城是喬達摩悉達多生活了29年的地方，在29歲那一年，他離家前往森林出家成為沙門，被稱為喬達摩沙門“samaṇa Gotama”，開始其六年的苦行出家生活。六年後，他到達現在印度境內的菩提伽耶，在此證覺成世尊。
在世尊生活的時代，迦毗羅衛城是憍薩羅國的附屬國。

迦毗羅衛城的宮殿遺址可能在尼泊爾中西部省道拉赫瓦(Taulihawa)鎮附近的提羅拉科特（Tilaurakot）村，地理坐標：北緯27.5739916度，東經83.0520061度。在此現已發掘了公元前1000年-前600年陶器碎片。

公元404年，法顯到達迦毗羅衛城，記錄佛陀故國已經“大空荒，人民希疏，道路怖畏白象、師子，不可妄行。”此城位置仍未確定，一說在今尼泊爾南部的道拉赫瓦提羅拉科特，另一說在今印度北方邦北部的比普羅瓦，臨近尼泊爾藍毗尼（lumbini）。現已不存在任何建築物。

### 道拉赫瓦遺址圖片

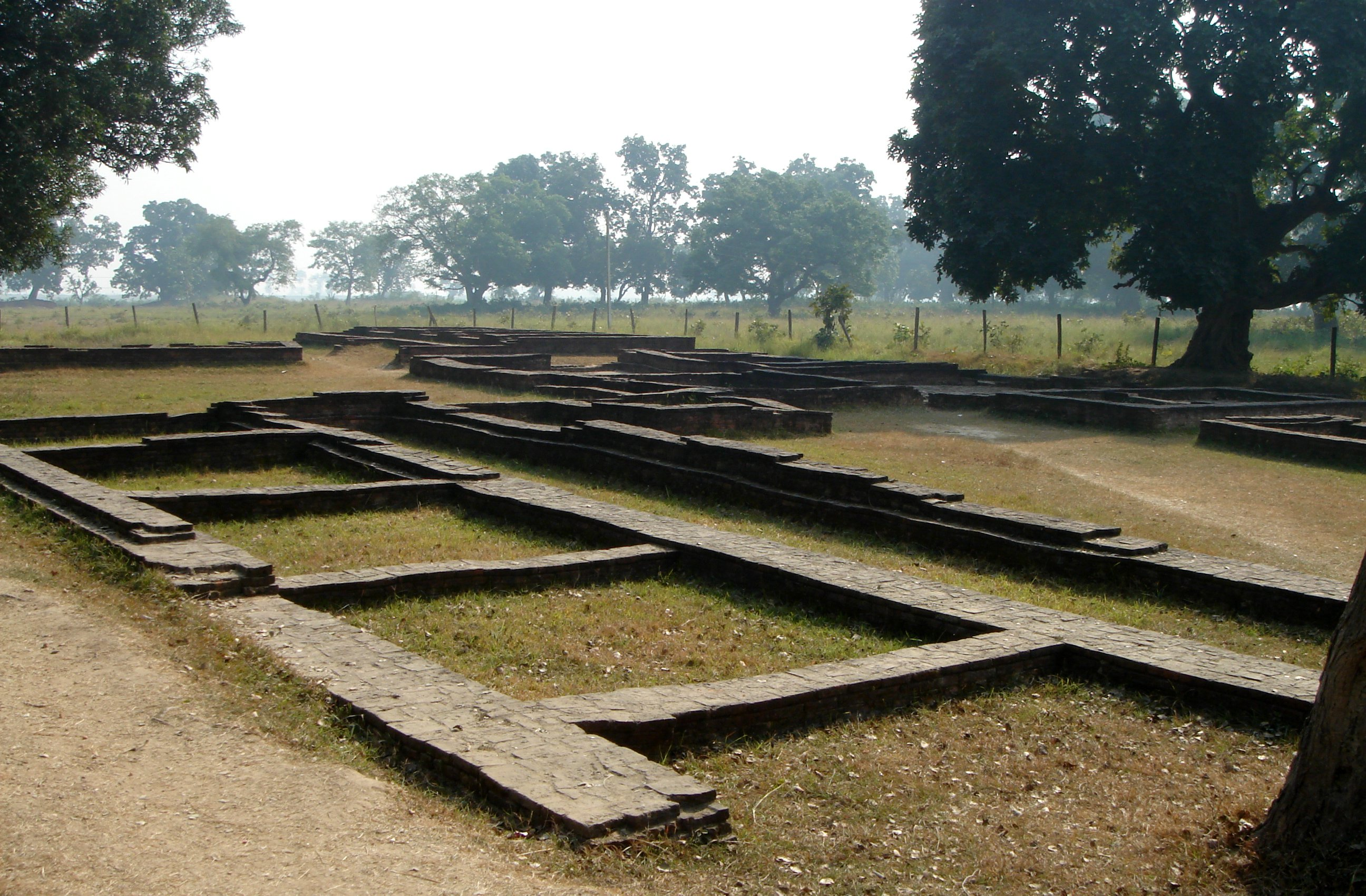
尼泊爾境內迦毗羅衛城一些房舍（疑似王宫）的遺址。
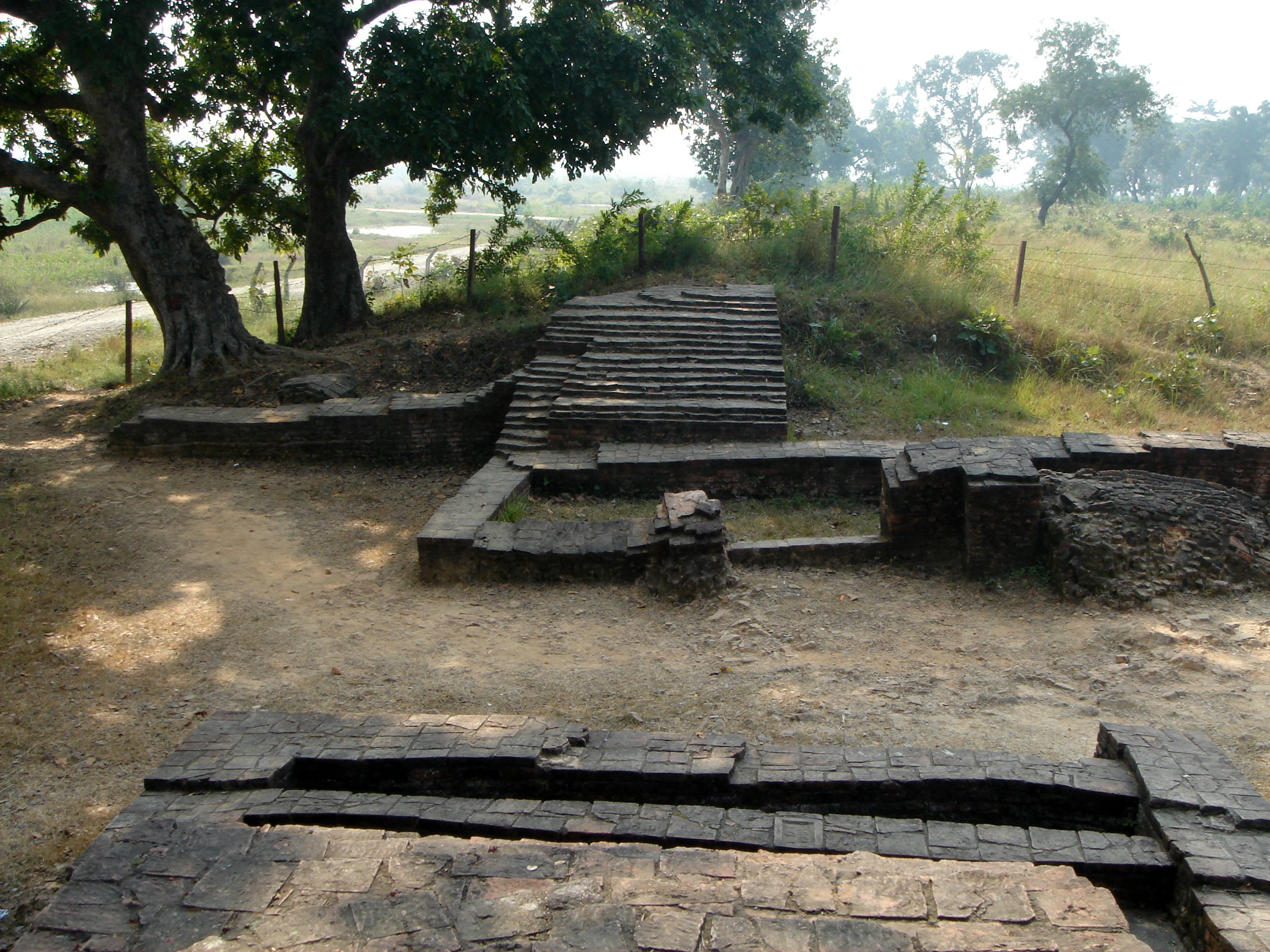
尼泊爾境內迦毗羅衛城的東門遺址。
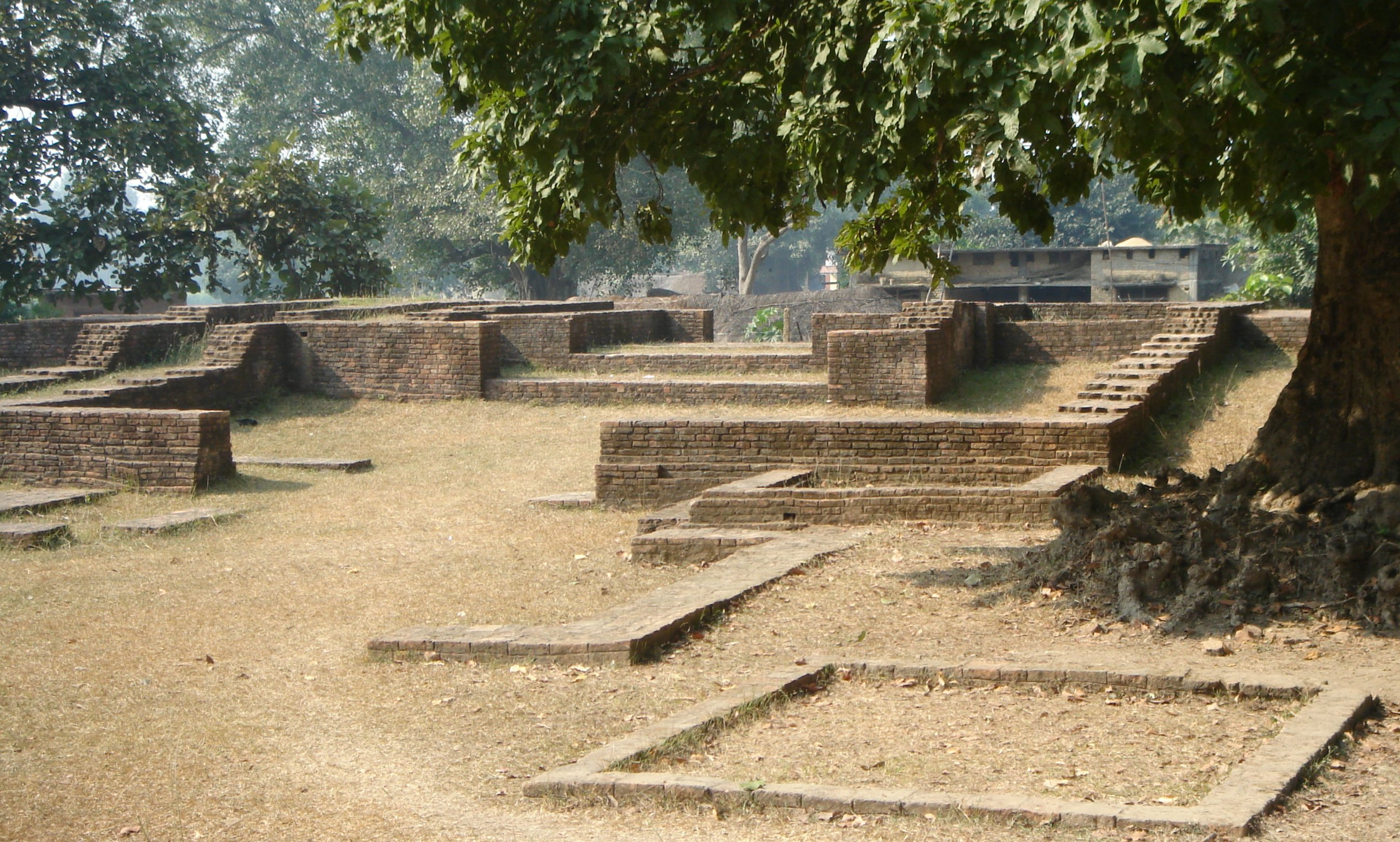
尼泊爾境內迦毗羅衛城的西門遺址。

### 比普羅瓦遺址圖片

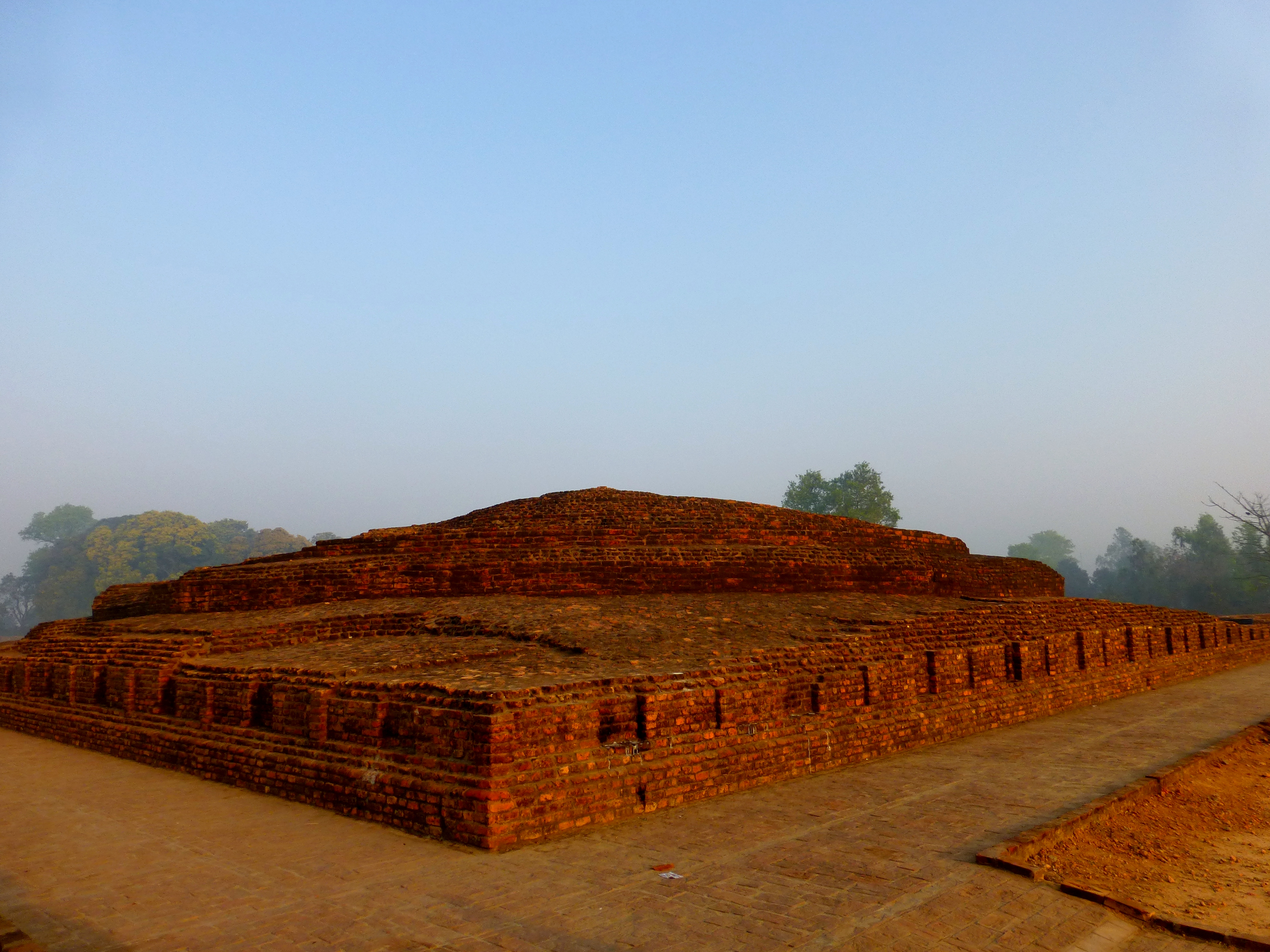
佛塔
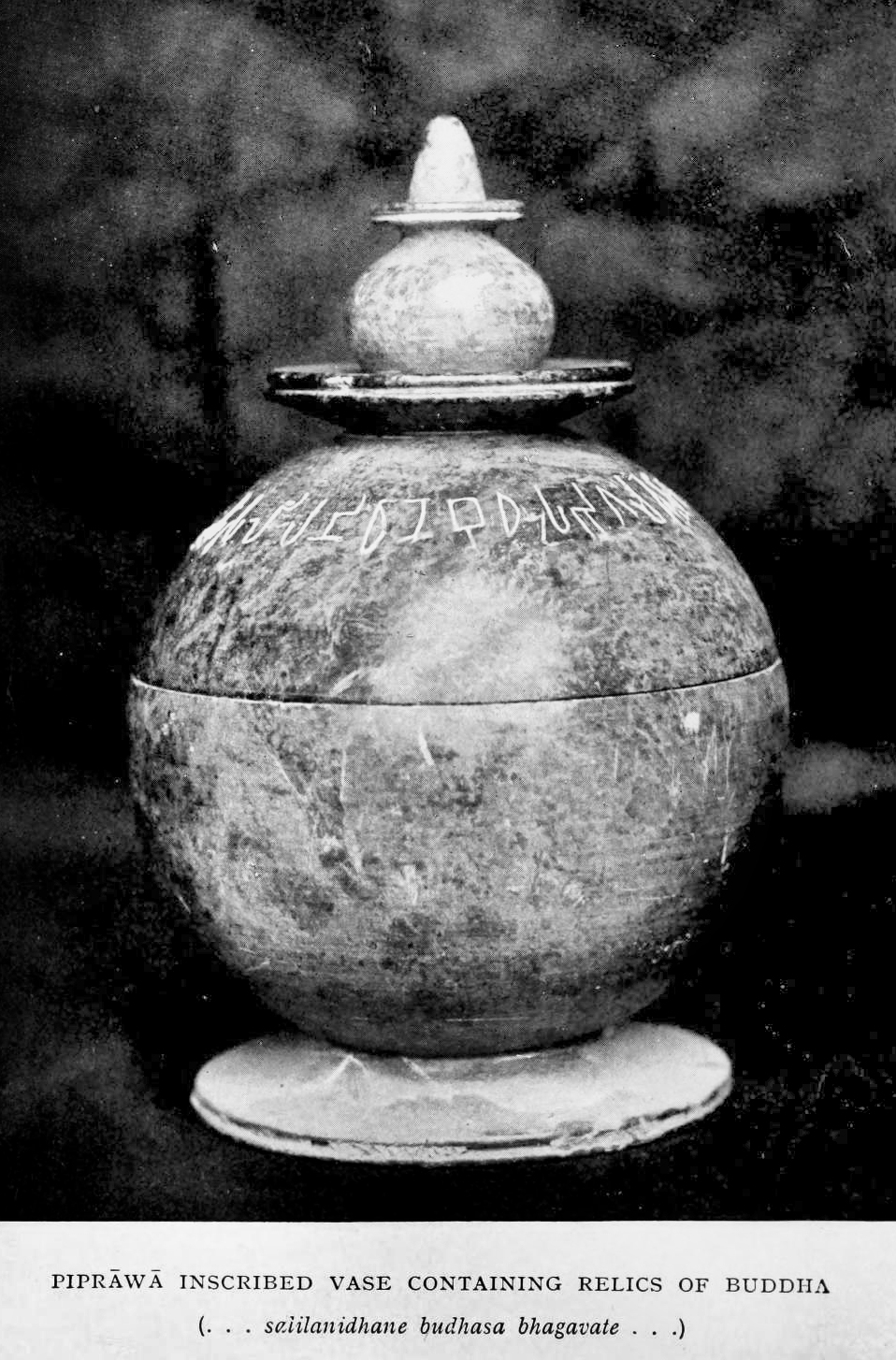
佛舍利瓶
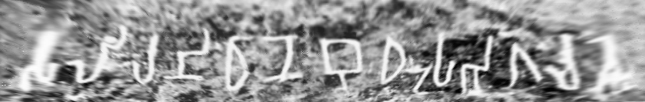
瓶上銘文「佛世尊舍利」

## 迦毗羅衛與佛教
迦毗羅衛國淨飯王與天臂國公主摩耶夫人聯親。在他們結婚二十年來都沒有孩子，摩耶夫人有一晚夢見她自己走花園，四個天神為她沐浴、塗油、給她穿上白色衣服並贈送花環。 夢中亦出現一頭白象，繞著她轉了三圈，從右側進入她的子宮。第二天醒來後，她發現懷孕了。王后摩耶夫人根據當時拘薩羅的傳統，待産要回娘家天臂城，在五月間的月圓日（Vesākhā）走到蓝毗尼村時，在梳羅樹下，孩子便出生了。
太子出生的第五天，他被取名為悉達多（Siddhattha），意為一切願成就。依釋迦族的古老傳統，淨飯王邀請八位著名祭師到王宮參加命名大典及預測太子的未來。其中七位伸出兩個手指示示兩種可能：成為國王或覺者世尊。而其中一位憍陳如（Kondañña）是當中最年輕者，他注意到嬰兒前額的曲卷頭髮，只伸出一根手指表示太子必定出家成佛陀。聽到這個預言，淨飯王把迦毗羅衛城及皇宮打造成快樂之都，為太子造三座特別的蓮池，各植青蓮、白蓮及紅蓮，身上所用的衣服全來自迦斯國，無論白天黑夜都有白色華蓋保護，防塵防土、防次熱、飄過的樹葉乃至露水。另建造三座宮殿：一座用於冬季、一座用於夏季、一座用於雨季。在雨季的四個月內，他可以足不出戶，白天黑夜都有宫女陪同娛樂及供應美食。

## 延伸阅读
[在维基数据编辑]
 《欽定古今圖書集成·方輿彙編·邊裔典·迦維羅衛部》，出自陈梦雷《古今圖書集成》